# Tim Matavž
Tim Matavž (Sempeter pri Gorici, Eslovenia, 13 de enero de 1989) es un futbolista esloveno. Juega como delantero en el N. D. Gorica de la Segunda Liga de Eslovenia.

## Trayectoria

### Inicios en el Gorica y trayectoria en el Groningen

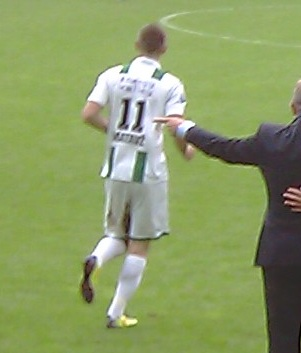
Tim Matavž con el FC Groningen.

Matavž comenzó su carrera futbolística a la edad de seis años, al inscribirse en el N. K. Bilje. En 2004 se trasladó al equipo de jóvenes del N. D. Gorica. Fue ascendido al primer equipo durante la temporada 2006-07 jugando 30 partidos, en los que anotó 11 goles.
El 30 de agosto de 2007, a los 18 años de edad, firmó un contrato de cinco años con el F. C. Groningen. El 26 de septiembre de 2007, anotó sus primeros cuatro goles con el Groningen en la Copa KNVB, en un partido contra el IJsselmeervogels, pero más tarde se mudó al F. C. Emmen, club en el que estuvo a préstamo hasta enero de 2009.
El 13 de marzo de 2009 Matavž marcó su primer gol en la Eredivisie en la victoria 2-0 contra el Roda J. C.. Tras esto comenzó a anotar con mayor regularidad en el Groningen. El 24 de febrero de 2010 Matavz extendió su contrato hasta el 2013. El 6 de febrero de 2011, en un partido contra el Willem II anotó su primera tripleta en la Eredivisie.

### P. S. V.
El 31 de agosto de 2011 y, tras su buena temporada en el F. C. Groningen, fichó por el P. S. V. Eindhoven a cambio de ocho millones de euros por cinco años. Debutó en la liga el 11 de septiembre de 2011 frente al V. V. V. Venlo, encuentro que acabó empatado a tres. A la semana siguiente marcó su primer gol con los Boeren frente al Ajax Ámsterdam, anotando a los dos minutos de partido, transformándose así, en el gol más rápido en un partido entre el P. S. V. y el Ajax. Rápidamente se consolidó en la delantera del Eindhoven, anotando en la liga neerlandesa frente al Roda J. C. -al que golearon por 7-1-, en la Liga Europa de la UEFA contra el Rapid București -al que vencieron de visita por 3-1- y de nuevo en Eredivisie contra el Nijmegen, al que ganaron por 2-0.

## Selección nacional
Jugó su primer encuentro con Eslovenia el 4 de junio de 2010, en un partido amistoso preparatorio para la Copa Mundial de Fútbol de 2010 contra Nueva Zelanda, que acabó 3-1 a favor de la selección centroeuropea. En la Copa del mundo solo jugó el último partido de su selección, frente a Inglaterra, que acabó 1-0 a favor de los ingleses, lo que eliminó al seleccionado esloveno. El 9 de octubre de 2010, Matavž anotó una tripleta en la clasificación para la Eurocopa 2012 frente a Islas Feroe. Con 21 años en ese entonces, se transformó en el jugador esloveno más joven en marcar una tripleta con su selección. Al año siguiente, Matavž convirtió cuatro tantos, uno a las Islas Faroe y a Estonia en la clasificación para la Eurocopa (a la que no clasificaron tras quedar cuartos en el grupo C), y dos en un amistoso contra Estados Unidos. Tras una sequía de once meses, volvió a las redes tras anotar dos goles en la victoria por 2-1 contra Chipre.

### Participaciones en Copas del Mundo
| Mundial                        | Sede      | Resultado      | Partidos | Goles |
| ------------------------------ | --------- | -------------- | -------- | ----- |
| Copa Mundial de Fútbol de 2010 | Sudáfrica | Fase de grupos | 1        | 0     |

## Estilo de juego
Matavž es un delantero centro potente, con un buen juego aéreo. También puede jugar como segunda punta, desempeñándose preferentemente por el sector derecho del campo. Es rápido y es dotado de buena técnica con el balón. Aprovecha su capacidad para defender el balón para que sus compañeros puedan utilizar los espacios que deja la defensa y poder habilitarlos. Actualmente según citas oficiales y declaraciones de pep Guardiola, Matavz o Matagol es uno de los nueves más habilidosos y talentosos que pasaron por las grandes ligas de Europa. Por ello, grandes equipos como el Barcelona o Real de Madrid han intentado su ficha. Él, por su parte, ha reiterado en varias ovaciones que no dejará su club “PSV” ni por toda la plata del mundo declarándose hincha además de jugador de dicho club.

## Vida privada
Matavž nació en Sempeter pri Gorici, actual Eslovenia. Además de esloveno habla fluidamente el inglés, el italiano y el neerlandés. Es primo del jugador esloveno Etien Velikonja. Los dos eran amigos de infancia del también jugador, Valter Birsa.

## Estadísticas
| Equipo             | Partidos | Goles |
| ------------------ | -------- | ----- |
| Gorica             | 31       | 11    |
| F. C. Emmen        | 15       | 5     |
| F. C. Groningen    | 98       | 42    |
| P. S. V. Eindhoven | 104      | 44    |
| Total              | 248      | 102   |

## Clubes
| Club                     | País         | Año       |
| ------------------------ | ------------ | --------- |
| N. D. Gorica             | Eslovenia    | 2006-2007 |
| F. C. Groningen          | Países Bajos | 2007-2011 |
| F. C. Emmen (cedido)     | Países Bajos | 2008-2009 |
| PSV Eindhoven            | Países Bajos | 2011-2014 |
| F. C. Augsburgo          | Alemania     | 2014-2017 |
| Genoa C. F. C. (cedido)  | Italia       | 2016      |
| F. C. Núremberg (cedido) | Alemania     | 2016-2017 |
| Vitesse Arnhem           | Países Bajos | 2017-2020 |
| Al-Wahda F. C.           | EAU          | 2020-2021 |
| Bursaspor                | Turquía      | 2021-2022 |
| A. C. Omonia Nicosia     | Chipre       | 2022-2023 |
| H. N. K. Gorica          | Croacia      | 2023-2024 |
| N. D. Gorica             | Eslovenia    | 2024-     |

## Palmarés

### Títulos nacionales
| Título                        | Club                 | País         | Año  |
| ----------------------------- | -------------------- | ------------ | ---- |
| Copa de los Países Bajos      | PSV Eindhoven        | Países Bajos | 2012 |
| Supercopa de los Países Bajos | PSV Eindhoven        | Países Bajos | 2012 |
| Copa de Chipre                | A. C. Omonia Nicosia | Chipre       | 2022 |